# Bierzo (DO)
Bierzo est une appellation d'origine protégée espagnole (Denominación de Origen, DO) pour les vins produits dans le nord-ouest de la province de Léon et couvre environ 3 000 km2. La région consiste en de nombreuses petites vallées dans la partie montagneuse (Alto Bierzo) et une grande plaine plate (Bajo Bierzo). La DO couvre 23 municipalités incluant la grande ville de Ponferrada.

## Climatologie
Le Bierzo bénéficie d'un micro climat qui est un mélange entre le caractère pluvieux de la Galice et le climat chaud et sec de la Castille. La température moyenne annuelle est de 12 °C, le minimum hivernal de 3,5 °C et le maximum en été de 24 °C. Les précipitations annuelles moyennes sont de 700 mm et la vigne reçoit environ 2 200 heures de soleil par an.

## Encépagement
- pour les vins rouges : Mencia, Alicante Bouschet ;
- pour les vins blancs : Doña blanca, Godello, Palomino, et Malvoisie.